# Пульпі
Пульпі (ісп. Pulpí) — муніципалітет в Іспанії, у складі автономної спільноти Андалусія, у провінції Альмерія. Населення — 11 247 осіб (2023).
Муніципалітет розташований на відстані близько 380 км на південний схід від Мадрида, 90 км на північний схід від Альмерії.
На території муніципалітету розташовані такі населені пункти: (дані про населення за 2010 рік)
- Лос-Кампойс: 36 осіб
- Ель-Конвой: 555 осіб
- Бенсаль: 20 осіб
- Лос-Пінарес: 1 особа
- Лос-Солерес: 4 особи
- Ель-Моліно: 10 осіб
- Пульпі: 4280 осіб
- Барріо-Мортеро: 43 особи
- Ла-Естасьйон: 705 осіб
- Ла-Фуенте: 933 особи
- Лос-Капарросес: 35 осіб
- Ель-Кокон: 5 осіб
- Пілар-де-Харавія: 189 осіб
- Посо-дель-Еспарто: 3 особи
- Сан-Хуан-де-Террерос: 1155 осіб
- Лос-Аснарес: 30 осіб
- Ла-Еррадура: 14 осіб
- Посо-де-ла-Ігера: 411 осіб

## Демографія
Динаміка населення (INE ):

## Галерея зображень

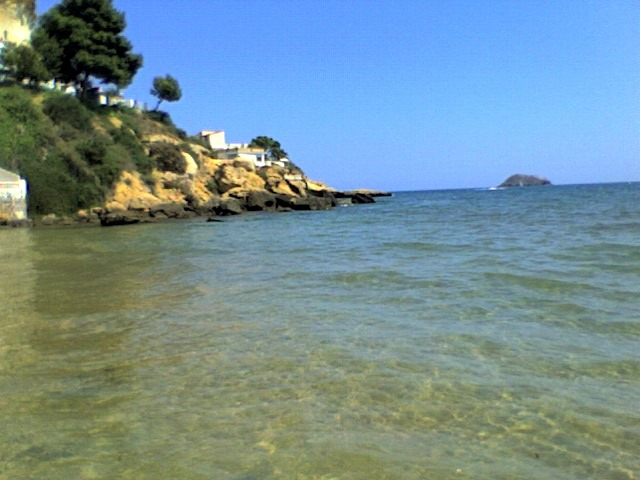
Пульпі, пляж